# レチタティーヴォとアリア K.316
レチタティーヴォ『テッサリアの民よ』（Popoli di Tessaglia）とアリア『不滅の神々よ、私は求めず』（Io mon chiedi, eterni Dei）K.316（300b）は、ヴォルフガング・アマデウス・モーツァルトが作曲したコンサート・アリア。

## 概要
この曲は1778年の7月頃からパリで作曲し、翌年の1779年1月8日にミュンヘンで完成され、アロイージア・ウェーバーのために書いたコンサート・アリアの名作で、歌詞はラニエーリ・デ・カルツァビージの台本によるオペラ「アルチェステ」による。
モーツァルトがこのアリアを作曲した動機については、K.294と同じように、1778年にマンハイムで恋をしたアロイージアに捧げようというものだった。同年3月にマンハイムを発ち、後ろ髪を引かれる思いでパリに行ったモーツァルトは、パリでこの曲を作曲することに決心し、その旨をアロイージアに手紙で書き送っている。しかし、同年12月、パリからの帰路に立ち寄ったミュンヘンで、モーツァルトはアロイージアに袖にされてしまった。のちにモーツァルトはミュンヘン滞在中の1779年1月8日に空しい完成日付を楽譜に記した。
豊かな心情表現と高度な声楽技巧が要求される曲である。この曲には『魔笛』の「夜の女王のアリア」に登場する最高音高音ハイFを超えるハイGが書かれており、モーツァルトのあらゆる声楽作品の中で最も高い音を要求される曲である。

## 最高音に関する注記
ハイG（3点ト音）を「記譜された最も高い音」として認定したギネス世界記録はK.316に言及しているが、他にもハイGが書かれた例が無いわけではない。1769年のグルックの歌劇『アポロの祭りLe feste d'Apollo』でもバウキス（Bauci）のアリア「私の羊飼いよ、あなたはIl mio pastor tu sei」にハイGが書かれている。これは当時パルマを拠点に活動していたソプラノ歌手ルクレツィア・アグヤーリ（Lucrezia Agujari, 1743/46 - 1783）が歌う事を前提とし、ルクレツィアの夫ジュゼッペ・コッラやミスリヴェチェク、パイジエッロも彼女のためにハイGまで用いたアリアを書いた。
パルマを1770年に訪れたモーツァルト父子もアグヤーリの歌を聴いており、驚嘆ぶりが書簡に綴られている。驚いた息子（ヴォルフガング）がアグヤーリの歌声を聴き取って書き起こした譜面は現在ベルリン州立図書館が所蔵しているが、これにはハイGよりさらに上のC（4点ハ音）まで書かれている。

## 楽器編成
ソプラノ独唱、オーボエ1、ファゴット1、ホルン2、バス、ヴァイオリン2部、ヴィオラ1、チェロ1

## 構成
レチタティーヴォ（ハ短調、4分の4拍子）とアリア（ハ長調、4分の2拍子～2分の2拍子）の2部形式になっている。演奏時間は約11分。